# Komisarz Blond i Oko sprawiedliwości
Komisarz Blond i Oko sprawiedliwości – polski film komediowy z 2012 roku w reżyserii Pawła Czarzastego.
Zdjęcia do filmu powstały w Warszawie i na lądowisku Góraszka oraz na Mazurach: w Giżycku, Mrągowie, Rynie i w Kętrzynie.

## Fabuła
Film opowiada o życiu warszawskiego komisarza  Jana Blonda.

## Obsada
- Mariusz Pujszo jako komisarz Jan Blond
- Violetta Arlak jako Beata
- Agnieszka Więdłocha jako Julia
- Anna Dereszowska jako Natalia
- Paweł Deląg jako Marek
- Karolina Gorczyca jako asystentka
- Piotr Zelt jako Igor
- Piotr Grabowski jako John
- Mirosław Zbrojewicz jako amerykański generał
- Andrzej Andrzejewski jako rosyjski urzędnik
- Marek Włodarczyk jako nadinspektor Mścisław Kolski
- Katarzyna Figura jako członkini Lolek Orkiestra
- Krzysztof Stasierowski jako rosyjski generał
- Anna Borowiec jako matka Janka
- Edward Linde-Lubaszenko jako Frank Forsyth
- Rafał Romaniuk

## Wyróżnienia
Za rolę w filmie Marian Dziędziel otrzymał nagrodę Węża w kategorii „występ poniżej godności”.